# No More Rhyme
No More Rhyme è un singolo discografico della cantante statunitense Debbie Gibson, pubblicato nel 1989 ed estratto dall'album Electric Youth.

## Tracce
Testi e musiche di Deborah Gibson.
1. No More Rhyme – 4:15
2. Over the Wall (Dub Version) – 4:24

## Classifiche
| Classifica (1989) | Posizione raggiunta |
| ----------------- | ------------------- |
| Stati Uniti       | 17                  |